# Sankt-Petrus-Kirche (Morsleben)

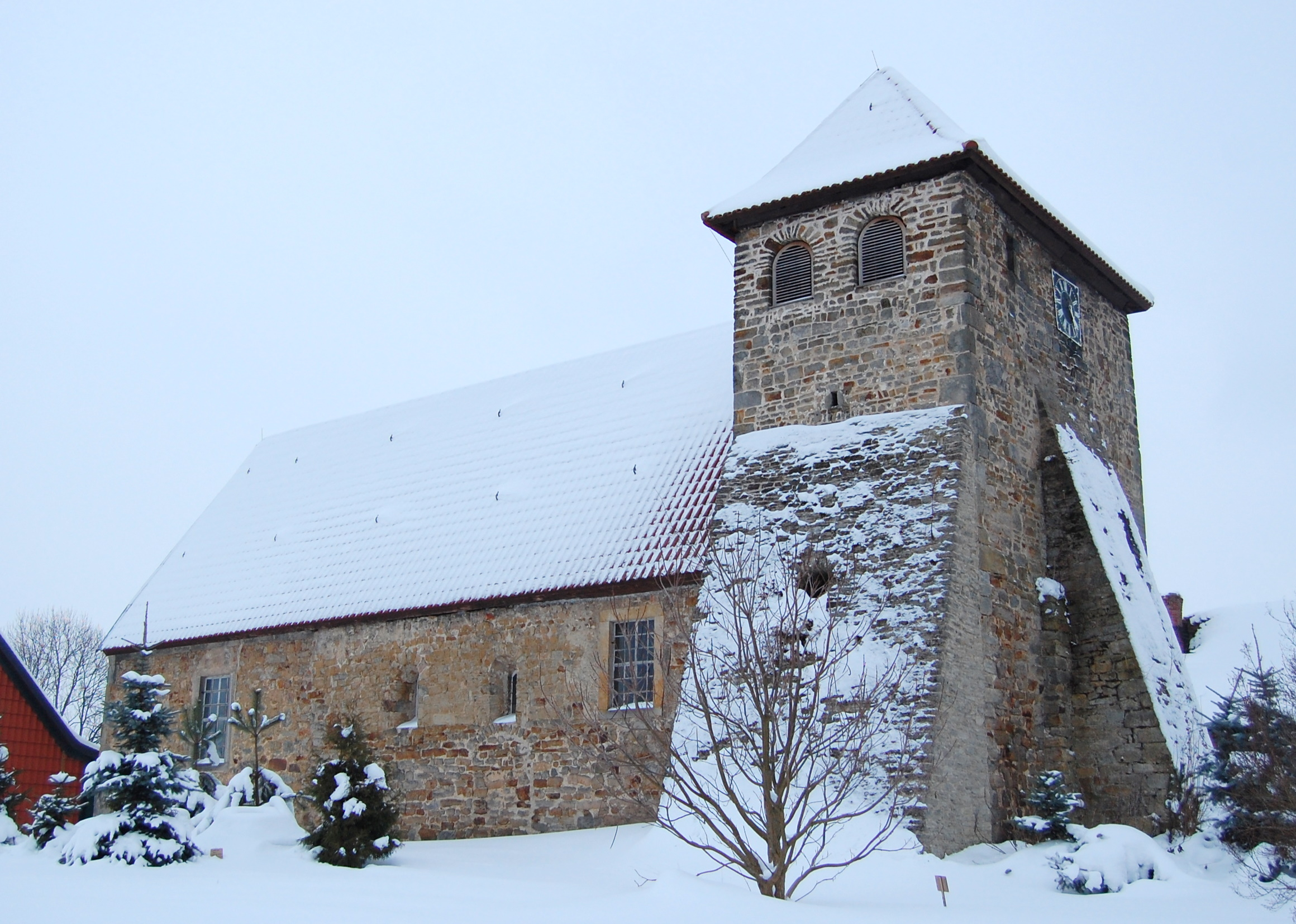
Sankt-Petrus-Kirche

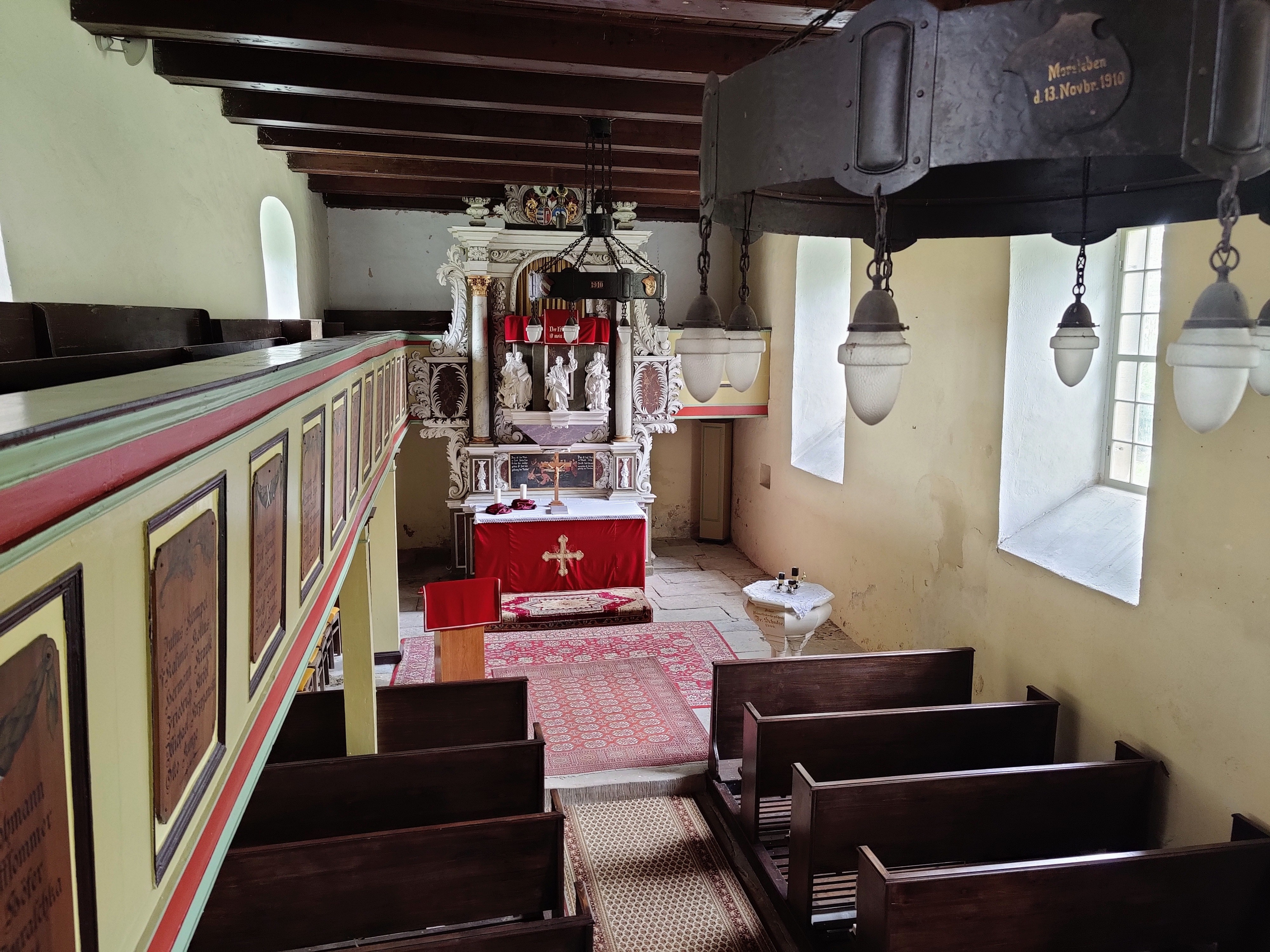
Innenraum

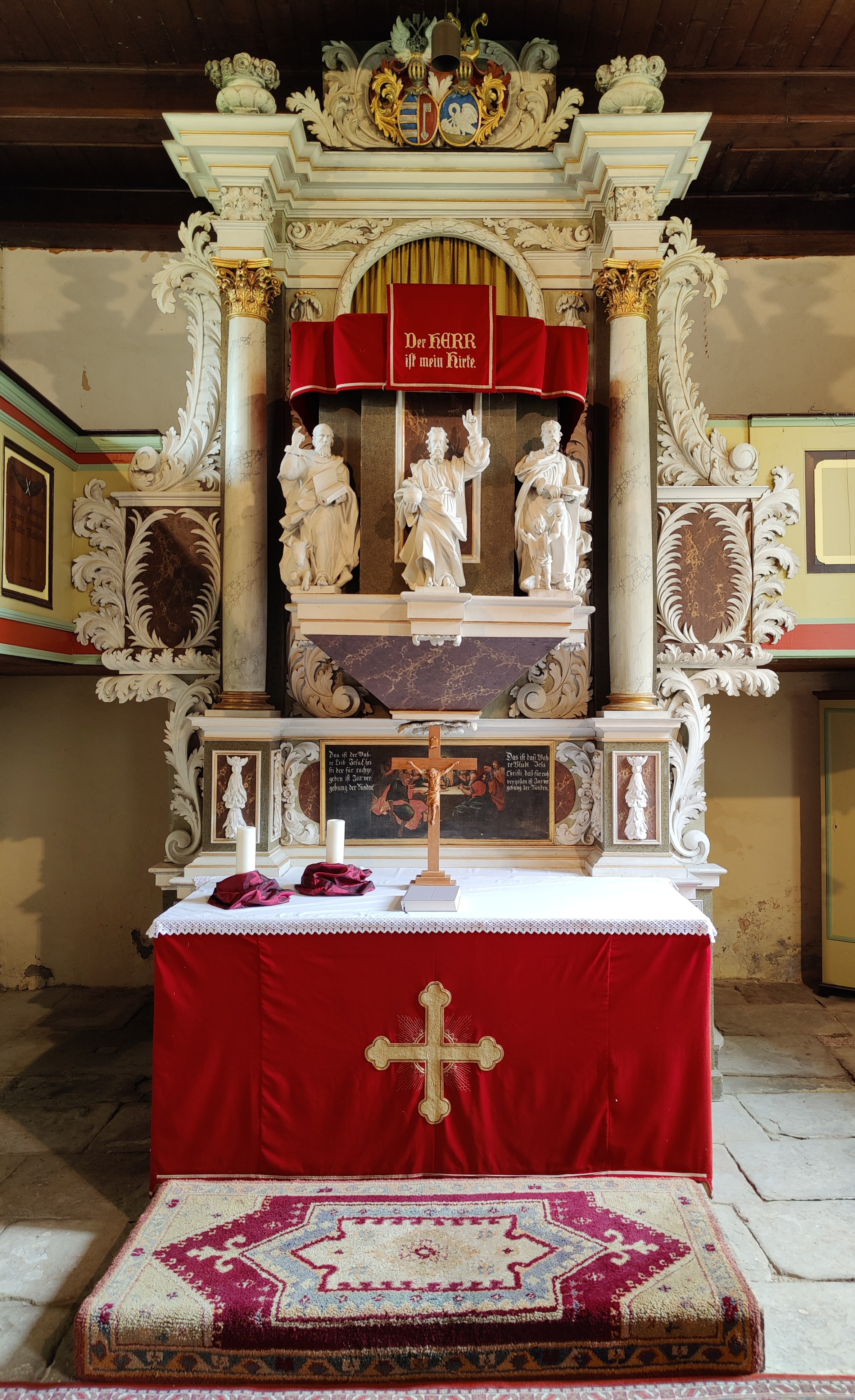
Kanzelaltar

Die Sankt-Petrus-Kirche ist die evangelische Kirche im zur Gemeinde Ingersleben gehörenden Dorf Morsleben in Sachsen-Anhalt.

## Architektur und Geschichte
Das Kirchenschiff ist als aus Bruchsteinen errichteter Saalbau mit rechteckigem Grundriss ausgeführt und geht auf die Zeit der Romanik zurück. Aus dieser Zeit stammt auch noch das südlich neben dem Turm befindliche Giebelsturzportal sowie diverse, zum überwiegenden Teil vermauerte rundbogige Öffnungen. Außen in der Ostwand ist ein aus frühromanischer Zeit stammender Kreuzstein eingearbeitet. Westlich an das Kirchenschiff schließt sich ein quer zum Schiff stehender niedriger Kirchturm an. Der Turm geht bereits auf den Zeitraum des 11./Anfang des 12. Jahrhunderts zurück. Im Turm finden sich Reste eines vorromanischen dreigeteilten Westbaus. Ursprünglich war der Turm sowohl im Erdgeschoss als auch im ersten Obergeschoss zum Kirchenschiff hin geöffnet. Das Glockengeschoss stammt aus der Zeit des Barock. Ungewöhnlich ist die Stellung der Arkaden zwischen dem Kirchenschiff und dem Westbau.
Im Jahr 1489 wurde das Kirchenschiff nach Osten erweitert. Die Datierung ergibt sich aus einer an der südöstlichen Ecke angebrachten Inschrift mit Allianzwappen. In den Jahren 1652 und 1721/22 erfolgten Umbauten.
Westlich vor der Kirche steht ein Kriegerdenkmal. Die Kirche ist von einem ummauerten Friedhof umgeben.

## Innenausstattung
Das Innere des Schiffs wird von einer flachen Decke überspannt. An Nord-, Ost- und Westseite befinden sich Emporen. Bemerkenswert ist der aufwendig gestaltete Kanzelaltar aus dem Jahr 1722. Es wird vermutet, dass der von Säulen flankierte Altar mit rechteckigem Kanzelkorb von Michael Helwig geschaffen wurde. Als Bekrönung wurde das Wappen des Stifters, des Amtmann des Klosters Marienberg Georg Engelhardt Schlüter angebracht. In der Predella befindet sich ein Gemälde mit einer Szene des Abendmahls. Vor der Kanzel stehen Christus und die vier Evangelisten darstellende Figuren.
Die in Form eines Kelches gestaltete Taufe entstand im Jahr 1900 im Stil des Historismus. Im Turm befindet sich eine Glocke die vermutlich vom Ende des 13. Jahrhunderts stammt.

### Orgel

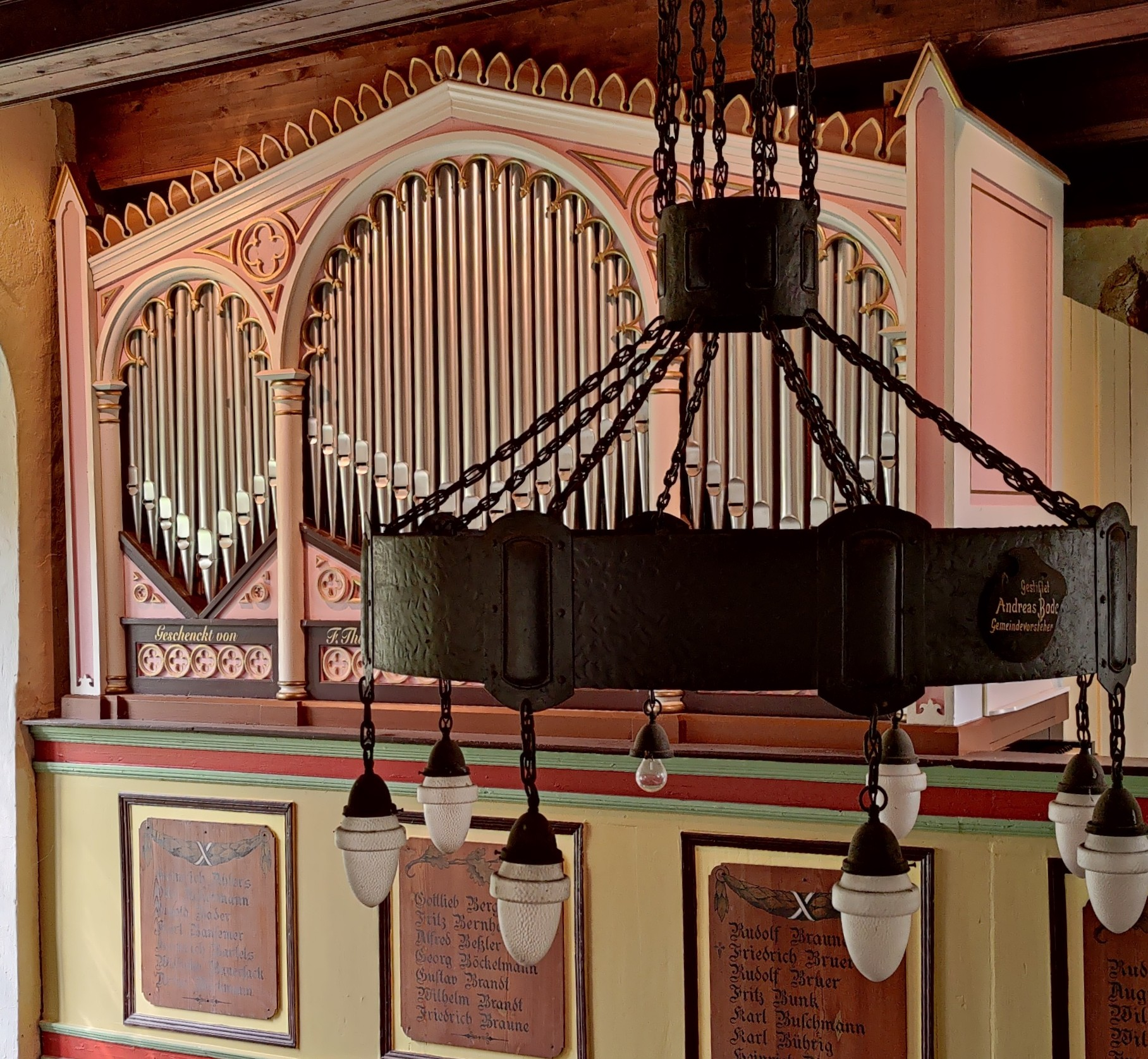
Orgel

Die Orgel ist ein Werk des Neuhaldenslebener Orgelbauers August Troch aus dem Jahr 1851 und war lange unspielbar.  Der Orgelbauer Martin Lodahl fand das Instrument 2004 komplett zerlegt und undokumentiert vor, Einzelteile lagerten auch in der Alleringslebener Kirche. In einem ersten Bauabschnitt wurden 7 Manualregister restauriert; die kursivierten Stimmen (eine 4'-Flöte und alle Pedalregister) sind noch nicht wieder bestückt und einem eventuellen zweiten Bauabschnitt vorbehalten. Die Orgel besitzt mechanische Schleifladen. Die Disposition lautet:
| Manual C–c3    |    |
| Principal      | 8′ |
| Gedackt        | 8′ |
| Flauto amabile | 8′ |
| Gambe          | 8′ |
| Oktave         | 4′ |
| Flauto amabile | 4′ |
| Oktave         | 2′ |
| Mixtur IV      |    |

| Pedal C–c1 |     |
| Subbaß     | 16′ |
| Violon     | 16′ |
| Offenbaß   | 8′  |

- Koppeln: Pedal-Coppel

## Galerie

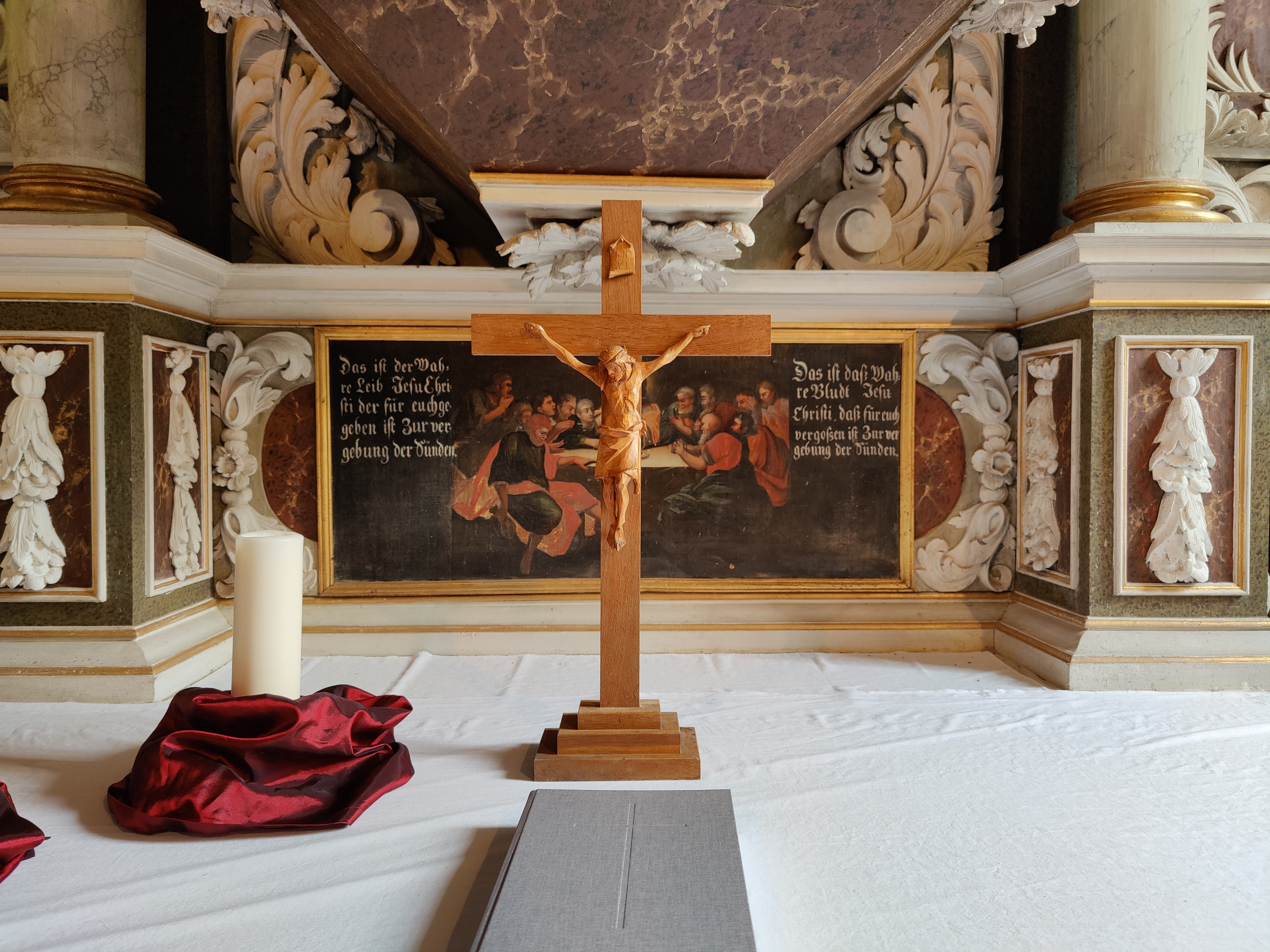
Predella
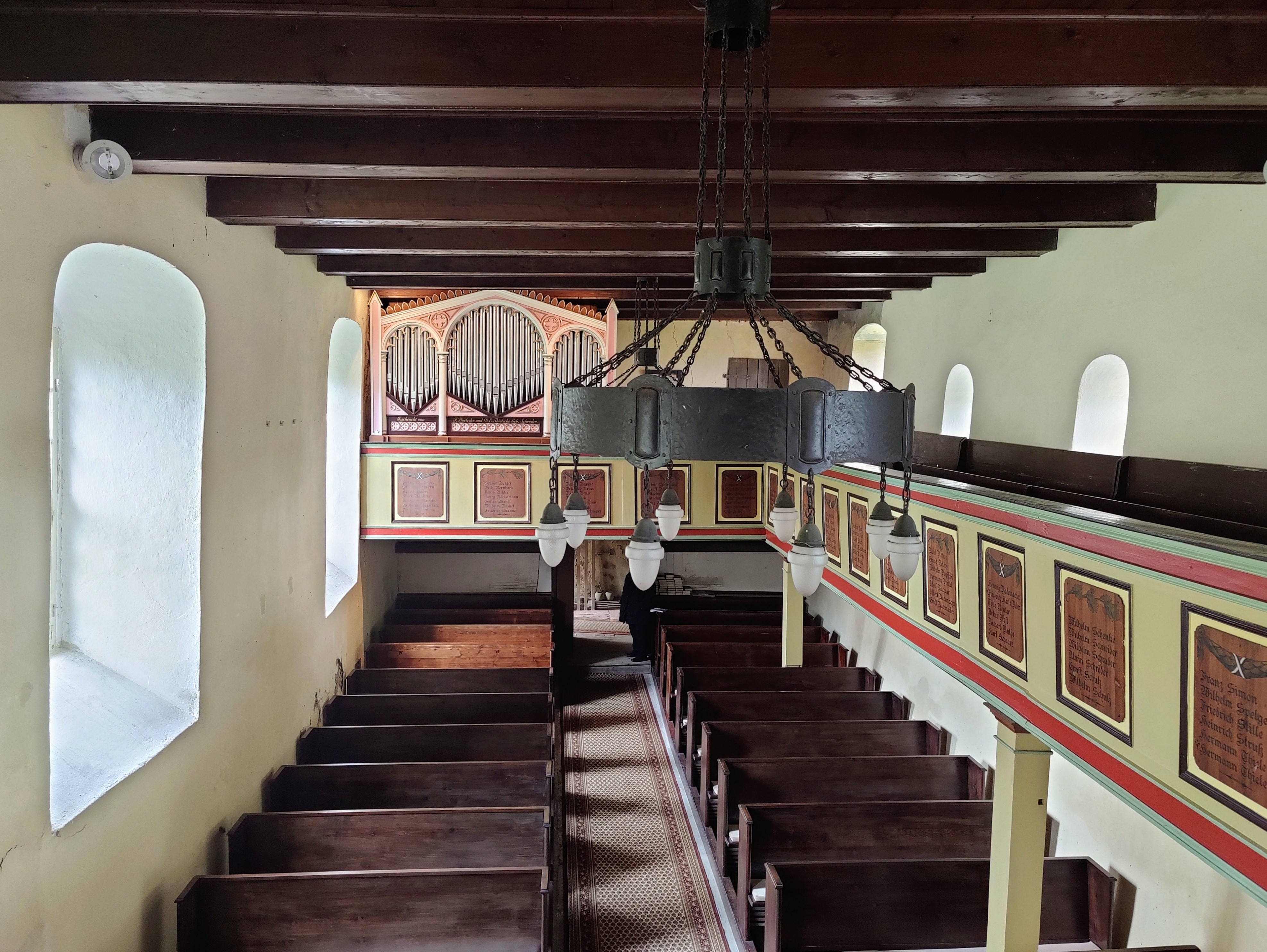
Blick zur Orgel
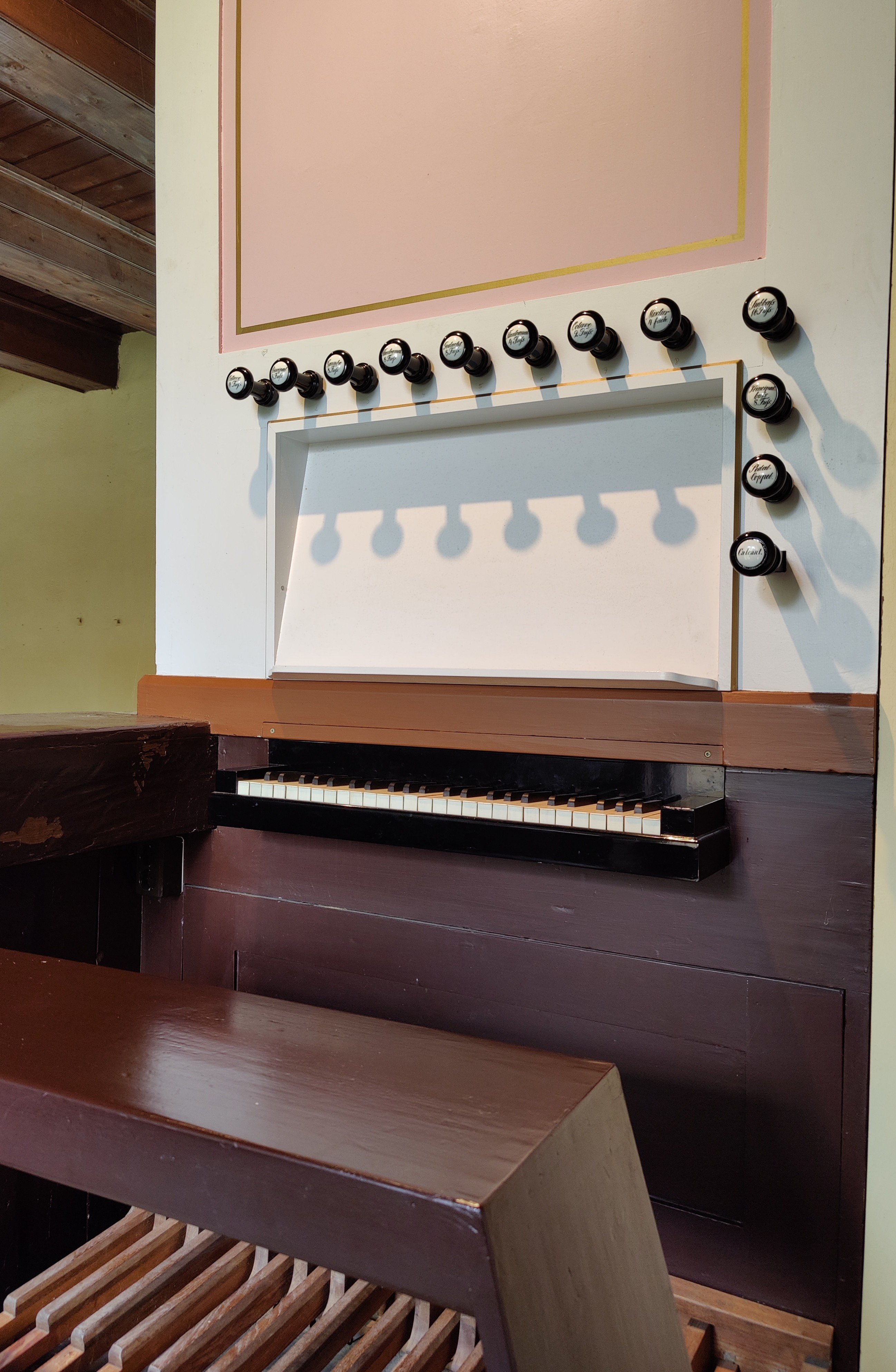
Spielschrank der Orgel
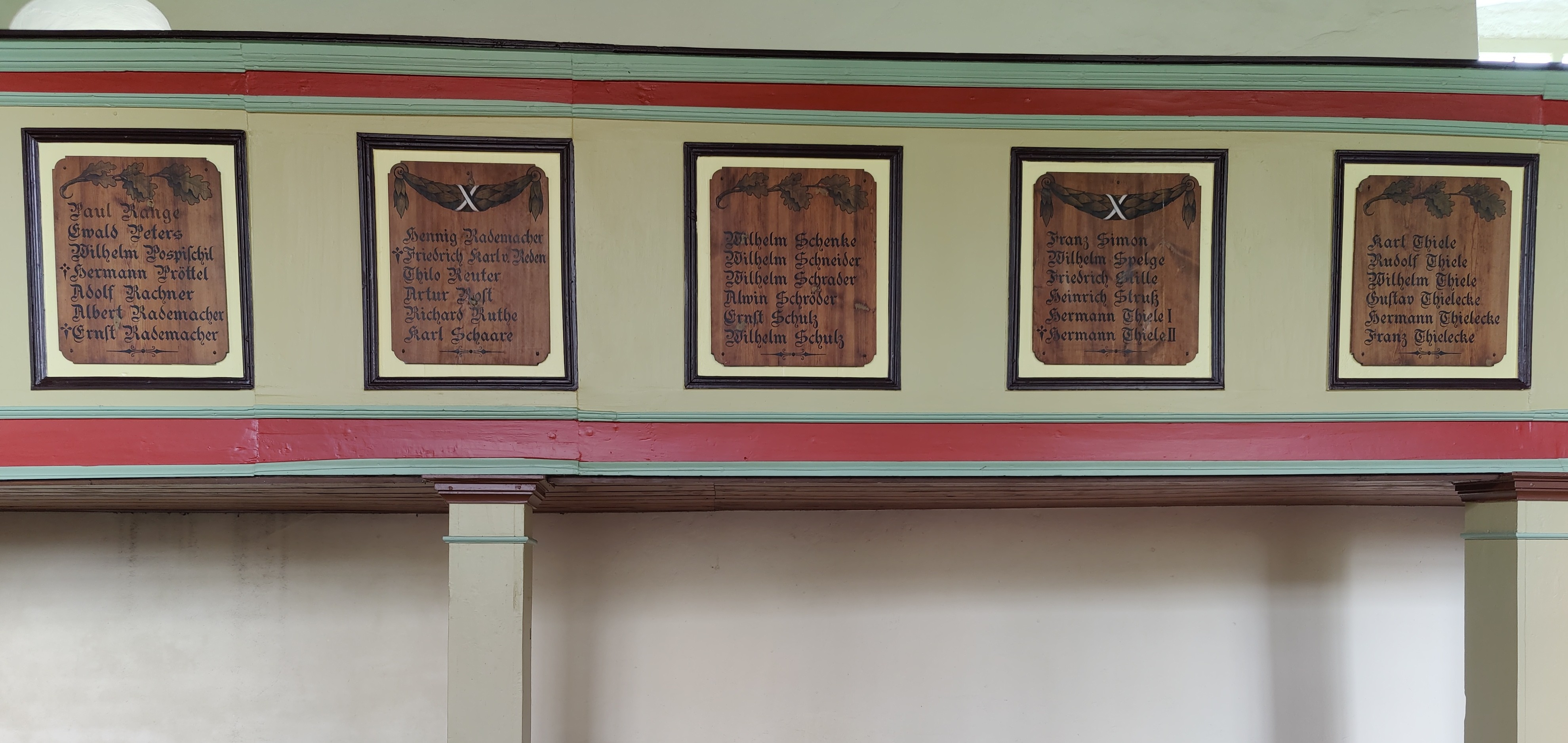
Tafeln an der Empore
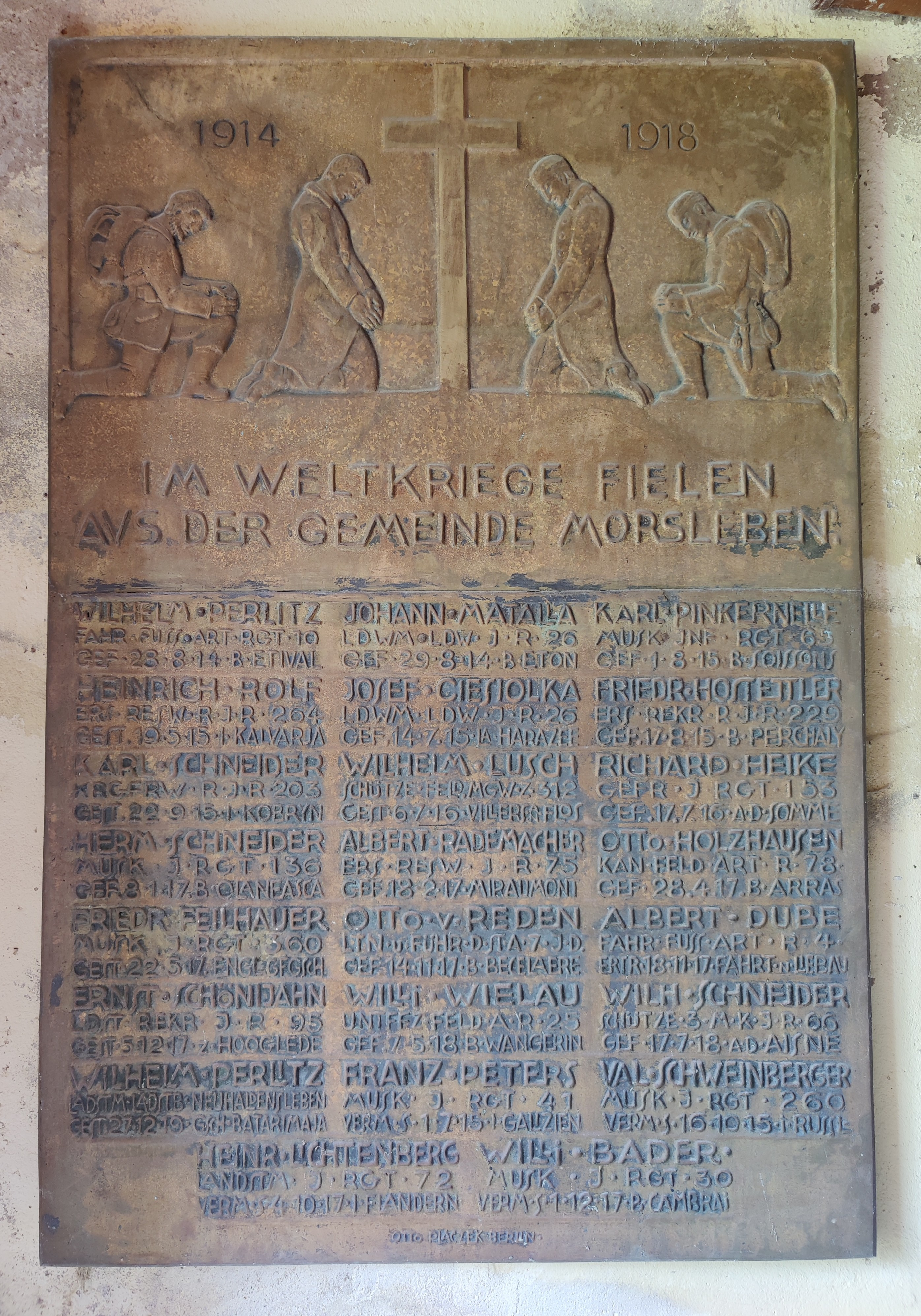
Gedenktafel im Vorraum
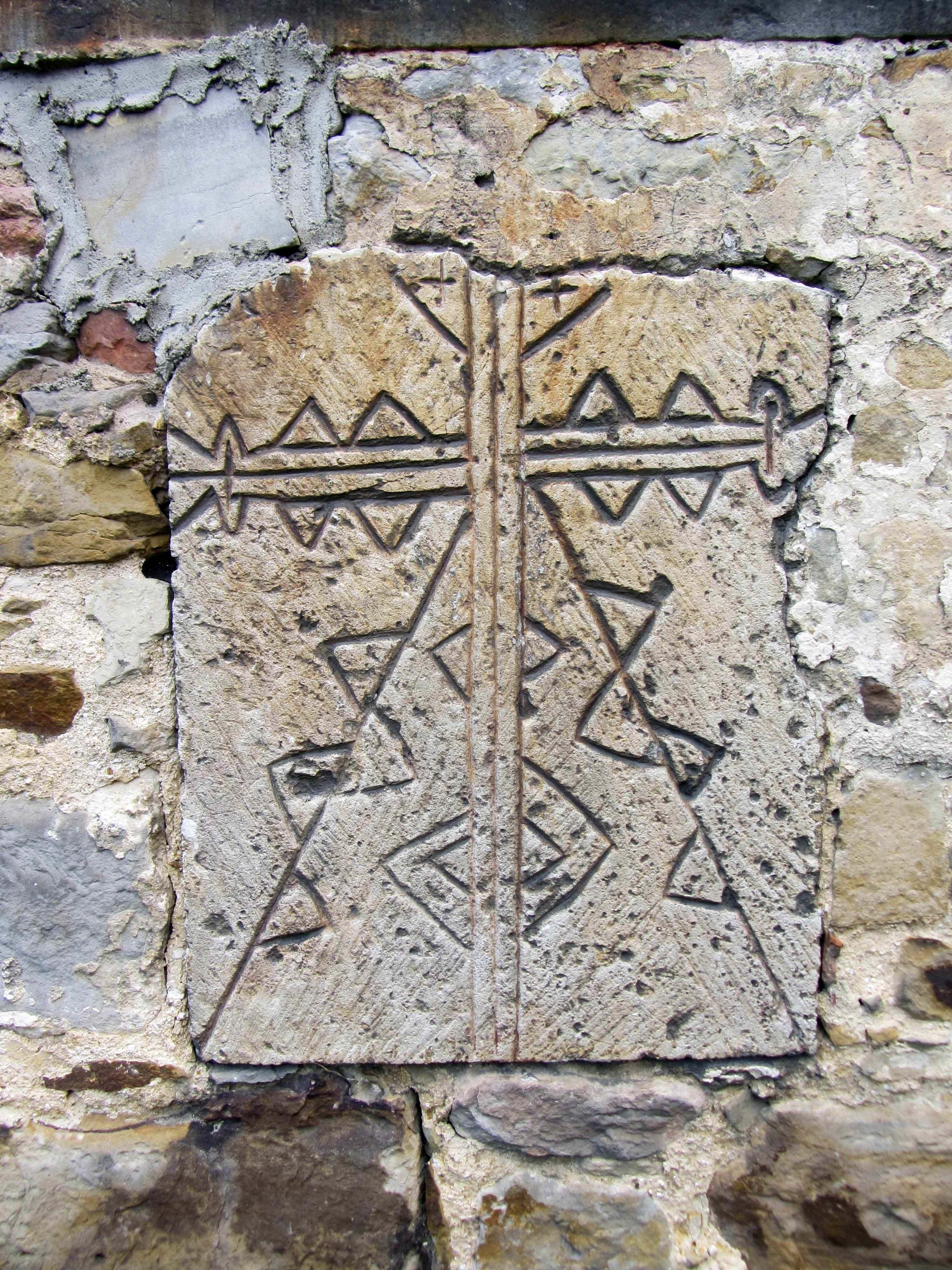
Kreuzstein